# Pírola de fulles arrodonides
La pírola de fulles arrodonides (Pyrola rotunfifolia) és una espècie de la família de les ericaceae, dins de la subfamília Pyroloideae (que segons algunes flores de referència als Països Catalans o a la Península Ibèrica segueix tenint la categoria de família Pirolàcies).

## Descripció
És una petita herba que es diferencia de la pírola petita per les tiges una mica més grans (fins a 35 cm). El limbe foliar és netament més curt que el pecíol. Les flors són blanques (a diferencia de les de la pírola de flor verda) i tenen l'estil corbat.

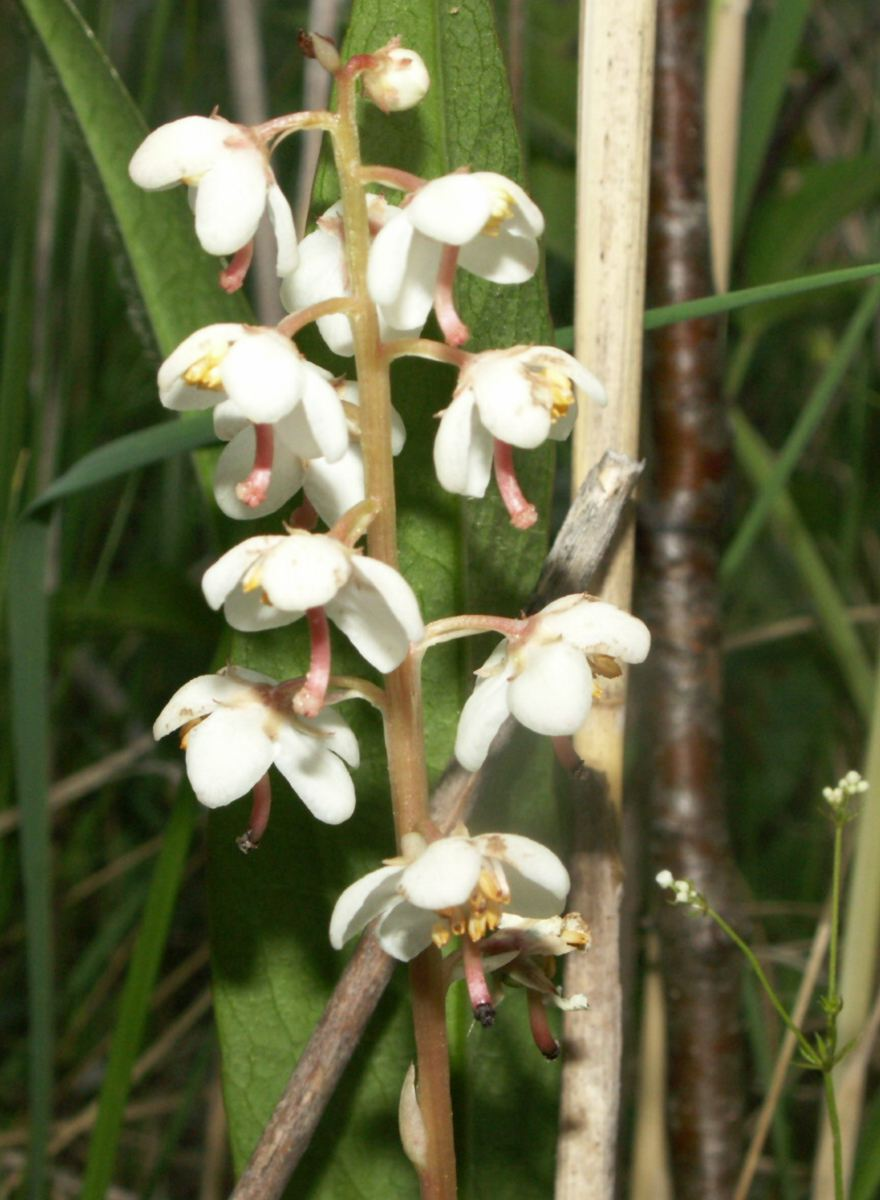
Flors
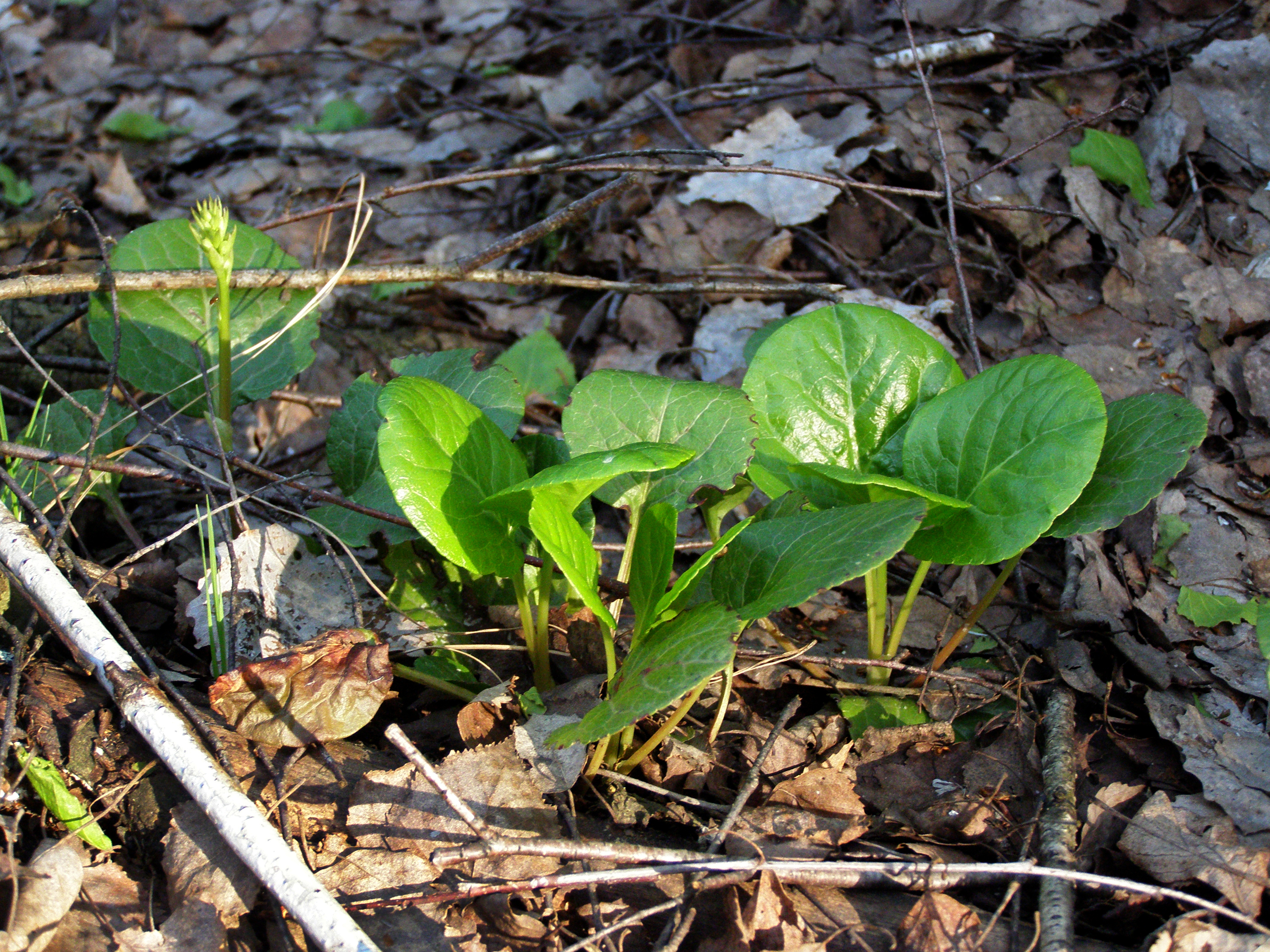
Fulles
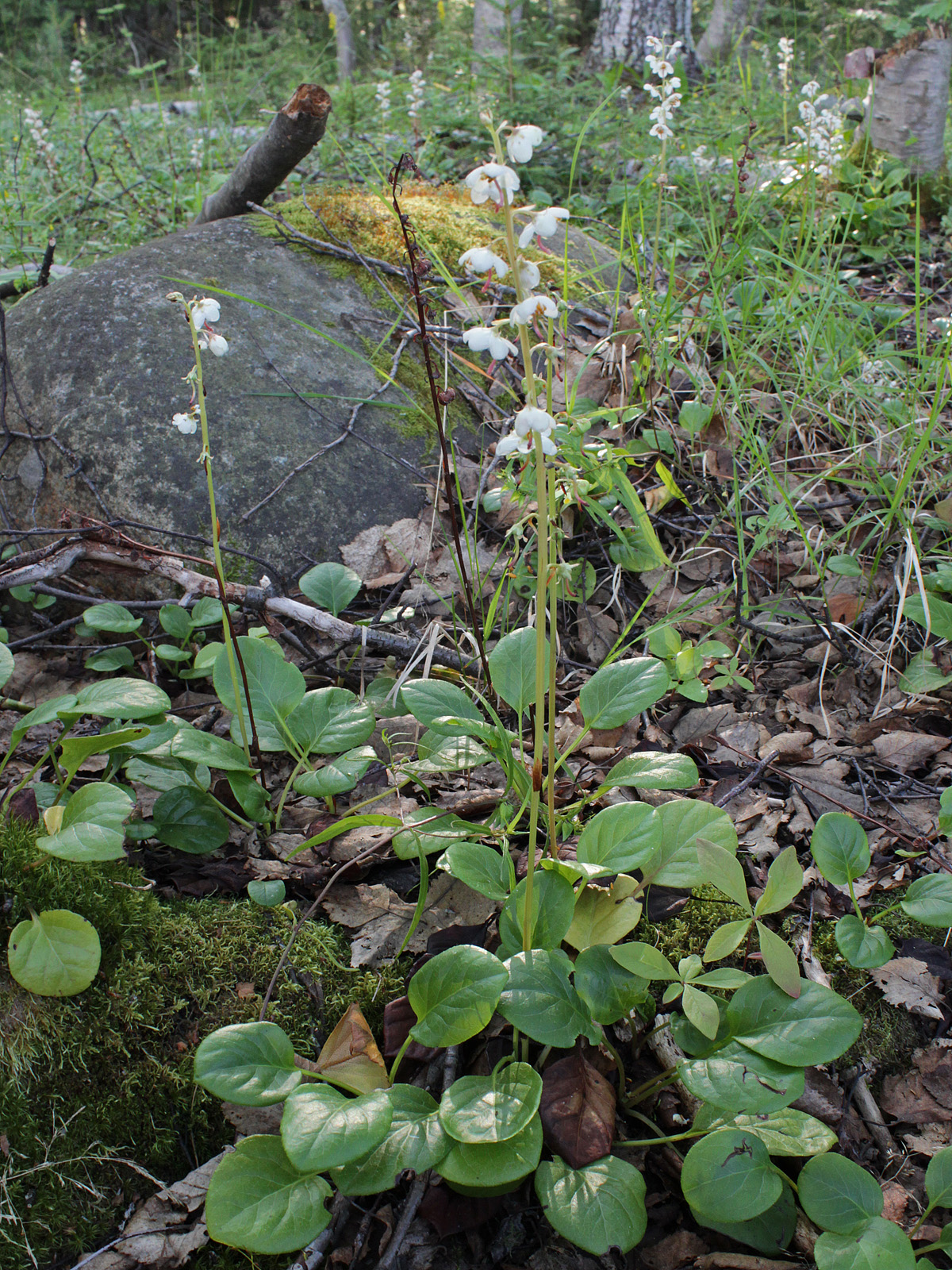
Vista general

## Ecologia i distribució
Les píroles viuen en boscos humits, amb sòl humífer. És una espècie parcialment saprofítica que pot fer la fotosíntesi per obtenir energia de la llum del sol, però també alimentar-se de l'humus del sòl a través de micorrizes amb els fongs del subsòl. Aquest fenomen s'anomena mixotrofisme.
Es pot trobar per l'hemisferi Nord, a Europa, Àsia i N d'Amèrica. Encara que hi havia algunes cites d'aquesta espècie a la cara nord dels Pirineus, a la península Ibèrica no hi havia evidències de la seva presència fins que es va trobar l'any 2001 al Pirineu aragonès. A l'àmbit dels Països Catalans existeixen algunes citacions a la Catalunya Nord i a la Vall d'Aran, a la frontera amb França

## Taxonomia
Pyrola rotundifolia fou descrita el 1753 per Carl von Linné a "Species Plantarum".